# Yann Girier-Dufournier
Yann Girier-Dufournier (26 agosto 1980) è un calciatore francese martinicano, centrocampista del Diamantinoise.

## Carriera

### Nazionale
Ha debuttato in Nazionale il 12 febbraio 2003, nell'amichevole Barbados-Martinica (3-3), gara in cui ha siglato due reti: la rete del momentaneo 3-2 al minuto 55 e la rete del definitivo 3-3 al minuto 71. Ha partecipato, con la maglia della Nazionale, alla CONCACAF Gold Cup 2003. Ha collezionato in totale, con la maglia della Nazionale, 11 presenze e 6 reti.

## Palmarès

### Club

#### Competizioni nazionali
- Campionato martinicano di calcio: 3

Rivière Pilote: 2007-2008, 2009-2010, 2011-2012
- Coppa della Martinica: 2

Rivière Pilote: 2010-2011, 2012-2013